# Поверхня незгідності
Поверхня незгідності (рос. поверхность несогласия, англ. surface of unconformity; нім. Diskordanzfläche f) — # Поверхня зіткнення двох різновікових товщ гірських порід, розділених перервою в накопиченні осадів. Виникає внаслідок руйнування денудаційними процесами древніших гірських порід, на яких потім відкладається порівняно молодий комплекс осадів. У цьому разі поверхня незгідності є поверхнею розмивання.
1. Поверхня зіткнення двох товщ гірських порід по тектонічному розриву (поверхня тектонічного контакту).